# Hans Jürgen Sittig

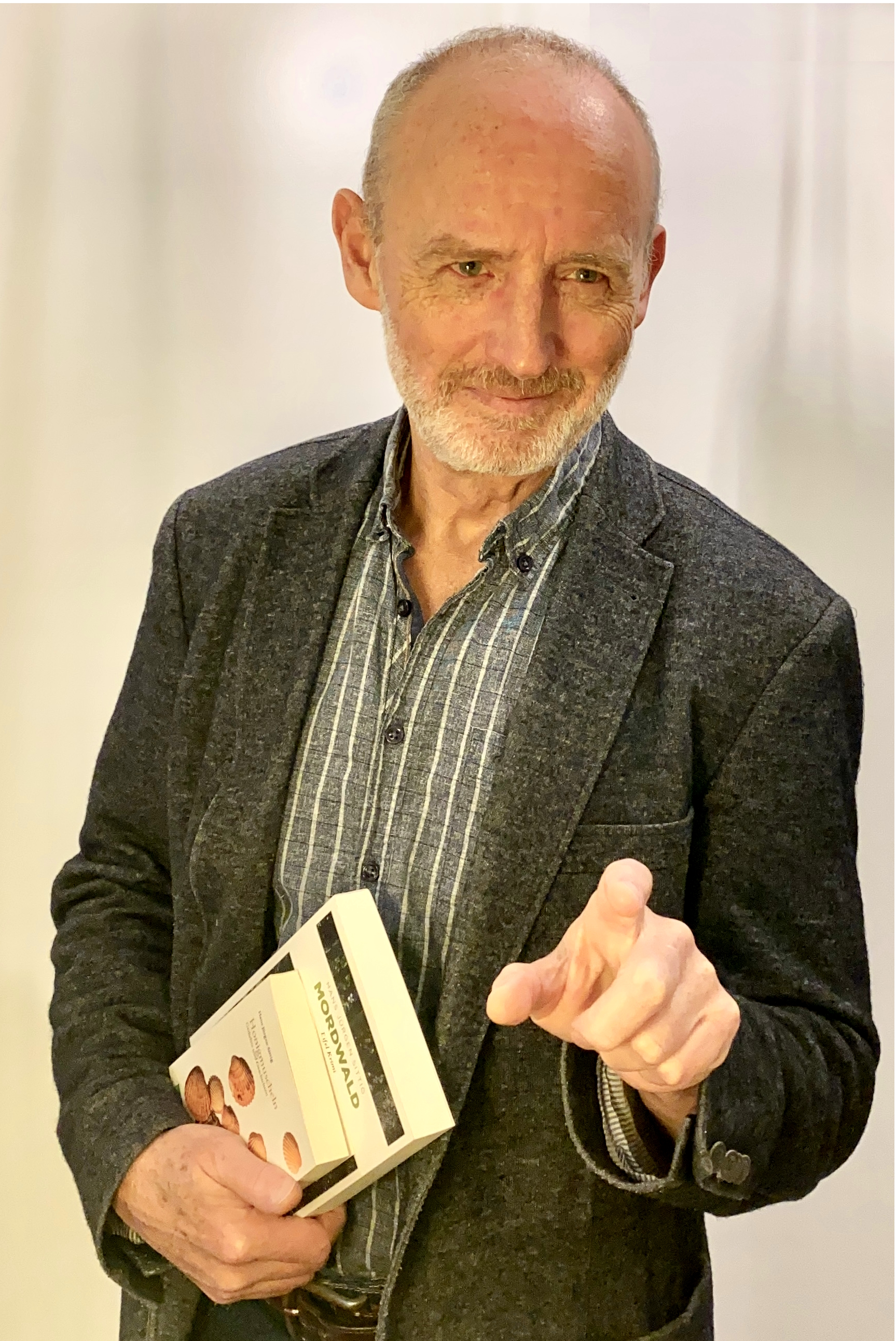
Hans Jürgen Sittig nach einer Autorenlesung im Jahr 2022

Hans Jürgen Sittig (* 12. Oktober 1957 in Mayen, Eifel) ist ein deutscher Schriftsteller und Fotojournalist.

## Leben
Hans Jürgen Sittig wurde 1957 in Mayen in der Eifel geboren. Er besuchte das Görres-Gymnasium in Koblenz und das Ernst-Moritz-Arndt-Gymnasium in Remscheid, wo er 1977 das Abitur ablegte. Nach der Bundeswehr begann er in Bonn mit dem Studium der Biologie. Nach 6 Semestern beendete er sein Studium und startete als Fotojournalist.
1989 heiratete er Gabriele Winter, mit der er die Söhne Hans Christian und Jan Martin hat.
Als Schauspieler spielte Sittig seit 2001 in bislang 18 verschiedenen Serien im Privatfernsehen. Von 2007 bis 2015 gehörte er zum Ensemble des Wuppertaler Taltontheaters, wo er zum Beispiel den  „Velasco“ in Barfuß im Park, „den Papstentführer Sam Leibowitz“ in Der Tag, an dem der Papst gekidnappt wurde oder den  „Miller“ in Schillers Kabale und Liebe spielte.
2011 debütierte Sittig als Krimiautor mit seinem Eifel-Krimi Mordwald, dem 2012 Tod am Laacher See, 2014 Bitburger Blut und 2017 Zwischen Eifel und Hölle folgten. Als Autor veröffentlichte er 2012 den Text- und Bildband Traumland Eifel und 2013 den Band Die eindrucksvolle Geschichte der Eifel… sowie 2016 Die Eifel für das ganze Jahr. Sein Gedichtband Honigmuscheln erschien 2015.
Nach einem SWR-Portrait als Schriftsteller 2012 wählte ihn der TV-Sender 2013 als Repräsentant der Eifel für eine Rheinland-Pfalz-Serie.
Seit 2016 lebt Sittig in Bonn.

## Werke

### Text-/Bildbände
- Weite des Nordlichts – Lappland. mit Gabriele Winter. Rombach Verlag, Freiburg 1989, ISBN 3-7830-0526-7.
- Des Menschen Seele gleicht dem Wasser. alle Fotos, m. Barbara Cratzius. arsedition, München 1991, ISBN 3-7607-8242-6.
- Zwischen Schatten und Licht. alle Fotos, mit Veronika Birkenbach. Kiefel, Wuppertal 1991, ISBN 3-7811-5758-X.
- In der Stille wächst die Kraft. alle Fotos, mit Jutta Metz. Groh Verlag, Wörthsee 1994, ISBN 3-89008-786-8.
- Hiljaisuudessa kasvaa voima. alle Fotos, mit Seppo Suokunnas. Sley-Kirjat, Helsinki 1995, ISBN 951-618-123-6.
- Schweden. Text u. 95 % der Fotos, mit Gabriele Winter. Umschau-Verlag, Frankfurt 1993, ISBN 3-524-67045-8.
- Skandinavien. Text u. 90 % der Fotos, mit Gabriele Winter. Belser Verlag, Stuttgart 1995, ISBN 3-7630-2221-X.
- Finnland. mit Ernst-O. Luthardt u. Gabriele Winter. Stürtz Verlag, Würzburg 1995, ISBN 3-8003-0668-9.
- Skandinavien. mit Gabriele Winter. Weltbild Verlag, Augsburg 2005, ISBN 3-8289-3171-5.
- Herzwehen. Gedichtsammlung. BoD Verlag, Norderstedt 2009, ISBN 978-3-8370-5002-8.
- Traumland Eifel. Regionalia Verlag, Rheinbach 2012, ISBN 978-3-939722-48-9.
- Die eindrucksvolle Geschichte der Eifel… Regionalia Verlag, Rheinbach 2013, ISBN 978-3-939722-63-2.
- Die Eifel für das ganze Jahr. Regionalia Verlag, Rheinbach 2016, ISBN 978-3-95540-282-2.

### Kriminalromane
- Mordwald. Emons Verlag, 2011, ISBN 978-3-89705-816-3.
- Tod am Laacher See. Emons Verlag, 2012, ISBN 978-3-95451-014-6.
- Bitburger Blut. Emons Verlag, 2014, ISBN 978-3-95451-382-6.
- Zwischen Eifel und Hölle.  Emons Verlag, 2017, ISBN 978-3-7408-0080-2.

### Gedichtbände
- Honigmuscheln. 90 Gedichte und Geschichten, Eifelbildverlag, Daun 2015, ISBN 978-3-9814113-8-6.
- Wenn Nilpferd Maus und Motte schmunzeln, 60 eigene Tiergedichte und -geschichten und 15 „Klassiker“, BoD Verlag, Norderstedt 2023, ISBN 978-3-7568-4375-6

### Beiträge in Anthologien
- Der Ausflug, Gedicht in Tatort Eifel 4, Hrsg. Ralf Kramp, KBV 2013, ISBN 978-3-95441-139-9.
- Angler morden auch nicht besser, Gedicht in Mörderisches Moseltal, Hrsg. Ralf Kramp, KBV 2014, ISBN 978-3-95441-199-3.
- Neujahrsmorgen, Gedicht in Tatort Eifel 5, Hrsg. Ralf Kramp, KBV 2015, ISBN 978-3-95441-257-0.
- Golfen kann auch tödlich sein, Gedicht in Tatort Eifel 6, Hrsg. Ralf Kramp, KBV 2017, ISBN 978-3-95441-384-3.

### Fotokunstkalender
- Skandinavien. mit Gabriele Winter. Kunstverlag Weingarten 1991, ISBN 3-8170-7093-4.
- Norwegen. Edition Geisselbrecht, Lübeck 1991, ISBN 3-89031-245-7.
- Skandinavien. mit Gabriele Winter. Kunstverlag Weingarten 1992, ISBN 3-8170-7119-1.
- Norwegen. Edition Geisselbrecht, Lübeck 1992, ISBN 3-89031-291-8.
- Loireschlösser. Edition Geisselbrecht, Lübeck 1992, ISBN 3-89031-295-0.
- Boote. Eiland Verlag, Sylt 1992, ISBN 3-922753-40-X.
- Norwegen. Edition Geisselbrecht, Lübeck 1993, ISBN 3-89031-309-4.
- Loireschlösser. Edition Geisselbrecht, Lübeck 1993, ISBN 3-89031-310-7.
- Norwegen. Georgi Verlag, Aachen 1994, ISBN 3-87248-502-4.
- Schottland. Georgi Verlag, Aachen 1994, ISBN 3-87248-503-2.
- Schweden. mit Gabriele Winter. Ackermanns Kunstverlag, München 1995, ISBN 3-8173-5043-0.
- Skandinavien. mit Gabriele Winter. Kunstverlag Weingarten 1995, ISBN 3-8170-7240-6.
- Wasser. 10 von 13 Fotos, mit Vladimir Sirlo. Stürtz Verlag, Würzburg 1995, ISBN 3-8003-0501-1.
- Schweden. mit Gabriele Winter. Ackermanns Kunstverlag, München 1996, ISBN 3-8173-6043-6.
- Skandinavien. mit Gabriele Winter. Kunstverlag, Weingarten 1996, ISBN 3-8170-7294-5.
- Finnland. Georgi Verlag, Aachen 1997, ISBN 3-87248-751-5.
- Norwegen. Georgi Verlag, Aachen 1998, ISBN 3-87248-822-8.
- Finnland. Georgi Verlag, Aachen 1998, ISBN 3-87248-821-X.
- Finnland. Harenberg Verlag, Dortmund 1999, ISBN 3-611-00694-7.
- Für den Blumenfreund. Georgi Verlag, Aachen 1999, ISBN 3-87248-947-X.
- Für den Blumenfreund. Georgi Verlag, Aachen 2000, ISBN 3-8292-0016-1.
- Schweden. Harenberg Verlag, Dortmund 2003, ISBN 3-611-00998-9.
- Schweden. Harenberg Verlag, Dortmund 2004, ISBN 3-611-01097-9.
- Schweden. Harenberg Verlag, Dortmund 2006, ISBN 3-411-76038-9.
- Schweden. Stadler Verlag, Konstanz 2007, ISBN 978-3-8292-0016-5.
- Eifel. Edition Härig, Mayen 2007, gedruckt bei Kunstverlag Weingarten
- Eifel. Edition Härig, Mayen 2008
- Mosel. Edition Härig, Mayen 2008
- Norwegen. 48 von 53 Fotos, mit Heike Goertz-Liedtke und Frank Klische. Harenberg Verlag, Dortmund 2008, ISBN 978-3-411-12484-8.
- Schweden. Harenberg Verlag, Dortmund 2009, ISBN 978-3-411-80069-8.
- Eifel. Edition Lempertz, Königswinter 2022, ISBN 978-3-96058-444-5.